# Michális Tremópoulos
Michális Tremópoulos (en grec : Μιχάλης Τρεμόπουλος, parfois transcrit Mihail Tremopoulos), est un député européen grec né le 3 mars 1958 à Serrès. Il a été élu pour la première fois lors des élections européennes de 2009.

## Biographie
Diplômé en droit de l'université Aristote de Thessalonique et titulaire d'une maîtrise en écologie sociale, il a animé et produit des émissions sur l'écologie et l'environnement pour la télévision publique ERT. Il a également travaillé pour la presse écrite.
Il a participé à la création du parti des Verts écologistes en 2002.
Membre du parlement européen depuis 2009, il siège au sein du groupe des Verts/Alliance libre européenne. Au cours de l'actuelle législature, il est membre de la commission du développement régional et de la délégation pour les relations avec l'Albanie, la Bosnie-Herzégovine, la Serbie, le Monténégro et le Kosovo.